# Grand Prix Australii 2019
Grand Prix Australii 2019, oficjalnie Formula 1 Rolex Australian Grand Prix 2019 – pierwsza runda Mistrzostw Świata Formuły 1 w sezonie 2019. Grand Prix odbyło się w dniach 15–17 marca 2019 roku na torze Albert Park Circuit w Melbourne. Wyścig wygrał Valteri Bottas (Mercedes), a na podium stanęli kolejno Lewis Hamilton (Mercedes) i Max Verstappen (Red Bull).

## Lista startowa
| Nr | Kierowca           | Zespół                           | Samochód                      | Silnik           | Opony |
| -- | ------------------ | -------------------------------- | ----------------------------- | ---------------- | ----- |
| 3  | Daniel Ricciardo   | Renault F1 Team                  | Renault R.S.19                | Renault 1.6T V6  | P     |
| 4  | Lando Norris       | McLaren F1 Team                  | McLaren MCL34                 | Renault 1.6T V6  | P     |
| 5  | Sebastian Vettel   | Scuderia Ferrari                 | Ferrari SF90                  | Ferrari 1.6T V6  | P     |
| 7  | Kimi Räikkönen     | Alfa Romeo Racing                | Alfa Romeo C38                | Ferrari 1.6T V6  | P     |
| 8  | Romain Grosjean    | Rich Energy Haas F1 Team         | Haas VF-19                    | Ferrari 1.6T V6  | P     |
| 10 | Pierre Gasly       | Aston Martin Red Bull Racing     | Red Bull RB15                 | Honda 1.6T V6    | P     |
| 11 | Sergio Pérez       | SportPesa Racing Point F1 Team   | Racing Point RP19             | Mercedes 1.6T V6 | P     |
| 16 | Charles Leclerc    | Scuderia Ferrari                 | Ferrari SF90                  | Ferrari 1.6T V6  | P     |
| 18 | Lance Stroll       | SportPesa Racing Point F1 Team   | Racing Point RP19             | Mercedes 1.6T V6 | P     |
| 20 | Kevin Magnussen    | Rich Energy Haas F1 Team         | Haas VF-19                    | Ferrari 1.6T V6  | P     |
| 23 | Alexander Albon    | Red Bull Toro Rosso Honda        | Toro Rosso STR14              | Honda 1.6T V6    | P     |
| 26 | Daniił Kwiat       | Red Bull Toro Rosso Honda        | Toro Rosso STR14              | Honda 1.6T V6    | P     |
| 27 | Nico Hülkenberg    | Renault F1 Team                  | Renault R.S.19                | Renault 1.6T V6  | P     |
| 33 | Max Verstappen     | Aston Martin Red Bull Racing     | Red Bull RB15                 | Honda 1.6T V6    | P     |
| 44 | Lewis Hamilton     | Mercedes-AMG Petronas Motorsport | Mercedes AMG F1 W10 EQ Power+ | Mercedes 1.6T V6 | P     |
| 55 | Carlos Sainz Jr.   | McLaren F1 Team                  | McLaren MCL34                 | Renault 1.6T V6  | P     |
| 63 | George Russell     | ROKiT Williams Racing            | Williams FW42                 | Mercedes 1.6T V6 | P     |
| 77 | Valtteri Bottas    | Mercedes-AMG Petronas Motorsport | Mercedes AMG F1 W10 EQ Power+ | Mercedes 1.6T V6 | P     |
| 88 | Robert Kubica      | ROKiT Williams Racing            | Williams FW42                 | Mercedes 1.6T V6 | P     |
| 99 | Antonio Giovinazzi | Alfa Romeo Racing                | Alfa Romeo C38                | Ferrari 1.6T V6  | P     |
| Nr | Kierowca           | Zespół                           | Samochód                      | Silnik           | Opony |

## Wyniki

### Zwycięzcy sesji treningowych
| Sesja       | Nr | Kierowca       | Konstruktor | Czas     | Okr. |
| ----------- | -- | -------------- | ----------- | -------- | ---- |
| 1           | 44 | Lewis Hamilton | Mercedes    | 1:23,599 | 26   |
| 2           | 44 | Lewis Hamilton | Mercedes    | 1:22,600 | 33   |
| 3           | 44 | Lewis Hamilton | Mercedes    | 1:22,292 | 12   |
| Źródło: FIA |    |                |             |          |      |

### Kwalifikacje
| P                    | Nr | Kierowca           | Konstruktor  | Czasy w kwalifikacjach | Czasy w kwalifikacjach | Czasy w kwalifikacjach | Poz. s. |
| P                    | Nr | Kierowca           | Konstruktor  | Q1                     | Q2                     | Q3                     | Poz. s. |
| -------------------- | -- | ------------------ | ------------ | ---------------------- | ---------------------- | ---------------------- | ------- |
| 1                    | 44 | Lewis Hamilton     | Mercedes     | 1:22,043               | 1:21,014               | 1:20,486               | 1       |
| 2                    | 77 | Valtteri Bottas    | Mercedes     | 1:22,367               | 1:21,193               | 1:20,598               | 2       |
| 3                    | 5  | Sebastian Vettel   | Ferrari      | 1:22,885               | 1:21,912               | 1:21,190               | 3       |
| 4                    | 33 | Max Verstappen     | Red Bull     | 1:22,876               | 1:21,678               | 1:21,320               | 4       |
| 5                    | 16 | Charles Leclerc    | Ferrari      | 1:22,017               | 1:21,739               | 1:21,442               | 5       |
| 6                    | 8  | Romain Grosjean    | Haas         | 1:22,959               | 1:21,870               | 1:21,826               | 6       |
| 7                    | 20 | Kevin Magnussen    | Haas         | 1:22,519               | 1:22,221               | 1:22,099               | 7       |
| 8                    | 4  | Lando Norris       | McLaren      | 1:22,702               | 1:22,423               | 1:22,304               | 8       |
| 9                    | 7  | Kimi Räikkönen     | Alfa Romeo   | 1:22,966               | 1:22,349               | 1:22,314               | 9       |
| 10                   | 11 | Sergio Perez       | Racing Point | 1:22,908               | 1:22,532               | 1:22,781               | 10      |
| 11                   | 27 | Nico Hülkenberg    | Renault      | 1:22,540               | 1:22,562               |                        | 11      |
| 12                   | 3  | Daniel Ricciardo   | Renault      | 1:22,921               | 1:22,570               |                        | 12      |
| 13                   | 23 | Alexander Albon    | Toro Rosso   | 1:22,757               | 1:22,636               |                        | 13      |
| 14                   | 99 | Antonio Giovinazzi | Alfa Romeo   | 1:22,431               | 1:22,714               |                        | 14      |
| 15                   | 26 | Daniił Kwiat       | Toro Rosso   | 1:22,511               | 1:22,774               |                        | 15      |
| 16                   | 18 | Lance Stroll       | Racing Point | 1:23,017               |                        |                        | 16      |
| 17                   | 10 | Pierre Gasly       | Red Bull     | 1:23,020               |                        |                        | 17      |
| 18                   | 55 | Carlos Sainz Jr.   | McLaren      | 1:23,084               |                        |                        | 18      |
| 19                   | 63 | George Russell     | Williams     | 1:24,360               |                        |                        | 19      |
| 20                   | 88 | Robert Kubica      | Williams     | 1:26,067               |                        |                        | 20      |
| 107% czasu: 1:27,758 |    |                    |              |                        |                        |                        |         |
| Źródło: FIA          |    |                    |              |                        |                        |                        |         |

### Wyścig
| P                    | Nr | Kierowca           | Konstruktor  | Okr. | Czas             | Interwał     | Prędkość | Start | +/–       | Pit | Opony                                                               | Punkty |
| -------------------- | -- | ------------------ | ------------ | ---- | ---------------- | ------------ | -------- | ----- | --------- | --- | ------------------------------------------------------------------- | ------ |
| 1                    | 77 | Valtteri Bottas    | Mercedes     | 58   | 1:25:27,325      |              | 215,954  | 2     | 1         | 1   | Miękka (używana) · Pośrednia (nowa)                                 | 25+1   |
| 2                    | 44 | Lewis Hamilton     | Mercedes     | 58   | +20,886          | +20,886      | 215,077  | 1     | 1         | 1   | Miękka (używana) · Pośrednia (nowa)                                 | 18     |
| 3                    | 33 | Max Verstappen     | Red Bull     | 58   | +22,520          | +1,634       | 215,009  | 4     | 1         | 1   | Miękka (używana) · Pośrednia (nowa)                                 | 15     |
| 4                    | 5  | Sebastian Vettel   | Ferrari      | 58   | +57,109          | +34,589      | 213,575  | 3     | 1         | 1   | Miękka (używana) · Pośrednia (nowa)                                 | 12     |
| 5                    | 16 | Charles Leclerc    | Ferrari      | 58   | +58,230          | +1,121       | 213,529  | 5     | Bez zmian | 1   | Miękka (używana) · Twarda (nowa)                                    | 10     |
| 6                    | 20 | Kevin Magnussen    | Haas         | 58   | +1:27,156        | +28,926      | 212,344  | 7     | 1         | 1   | Miękka (używana) · Pośrednia (nowa)                                 | 8      |
| 7                    | 27 | Nico Hülkenberg    | Renault      | 58   | +1 okrążenie     | +1 okrążenie | 212,015  | 11    | 4         | 1   | Miękka (nowa) · Twarda (nowa)                                       | 6      |
| 8                    | 7  | Kimi Räikkönen     | Alfa Romeo   | 57   | +1 okrążenie     | +1,185       | 211,966  | 9     | 1         | 1   | Miękka (używana) · Pośrednia (nowa)                                 | 4      |
| 9                    | 18 | Lance Stroll       | Racing Point | 57   | +1 okrążenie     | +0,752       | 211,935  | 16    | 7         | 1   | Pośrednia (nowa) · Twarda (nowa)                                    | 2      |
| 10                   | 26 | Daniił Kwiat       | Toro Rosso   | 57   | +1 okrążenie     | +0,699       | 211,906  | 15    | 5         | 1   | Pośrednia (nowa) · Twarda (używana)                                 | 1      |
| 11                   | 10 | Pierre Gasly       | Red Bull     | 57   | +1 okrążenie     | +0,335       | 211,893  | 17    | 6         | 1   | Pośrednia (nowa) · Miękka (nowa)                                    |        |
| 12                   | 4  | Lando Norris       | McLaren      | 57   | +1 okrążenie     | +39,764      | 210,264  | 8     | 4         | 1   | Miękka (używana) · Twarda (nowa)                                    |        |
| 13                   | 11 | Sergio Pérez       | Racing Point | 57   | +1 okrążenie     | +0,530       | 210,243  | 10    | 3         | 1   | Miękka (używana) · Twarda (nowa)                                    |        |
| 14                   | 23 | Alexander Albon    | Toro Rosso   | 57   | +1 okrążenie     | +0,780       | 210,214  | 13    | 1         | 1   | Miękka (nowa) · Pośrednia (nowa)                                    |        |
| 15                   | 99 | Antonio Giovinazzi | Alfa Romeo   | 57   | +1 okrążenie     | +21,365      | 209,350  | 14    | 1         | 1   | Pośrednia (nowa) · Miękka (nowa)                                    |        |
| 16                   | 63 | George Russell     | Williams     | 56   | +2 okrążenia     | +1 okrążenie | 206,506  | 19    | 3         | 2   | Pośrednia (nowa) · Miękka (nowa) · Twarda (nowa)                    |        |
| 17                   | 88 | Robert Kubica      | Williams     | 55   | +3 okrążenia     | +1 okrążenie | 202,732  | 20    | 3         | 3   | Twarda (nowa) · Pośrednia (nowa) · Miękka (nowa) · Miękka (używana) |        |
| NS                   | 8  | Romain Grosjean    | Haas         | 29   | NU (koło)        |              | 208,140  | 6     |           | 1   | Miękka (używana) · Pośrednia (nowa)                                 |        |
| NS                   | 3  | Daniel Ricciardo   | Renault      | 28   | NU (uszkodzenia) |              | 205,646  | 12    |           | 1   | Miękka (nowa) · Twarda (nowa)                                       |        |
| NS                   | 55 | Carlos Sainz Jr.   | McLaren      | 9    | NU (silnik)      |              | 205,785  | 18    |           | 0   | Miękka (nowa)                                                       |        |
| Źródło: FIA, Pirelli |    |                    |              |      |                  |              |          |       |           |     |                                                                     |        |

Uwagi
1. ↑  Dodatkowy 1 punkt jest przyznawany kierowcy, który ustanowił najszybsze okrążenie w wyścigu, pod warunkiem, że ukończył wyścig w pierwszej 10.

### Najszybsze okrążenie
| Nr          | Kierowca        | Konstruktor | Czas     | Okr. |
| ----------- | --------------- | ----------- | -------- | ---- |
| 77          | Valtteri Bottas | Mercedes    | 1:25,580 | 57   |
| Źródło: FIA |                 |             |          |      |

### Prowadzenie w wyścigu
| Nr                              | Kierowca        | Konstruktor | Okrążenia   | Suma |
| ------------------------------- | --------------- | ----------- | ----------- | ---- |
| 77                              | Valtteri Bottas | Mercedes    | 1-22, 25-58 | 56   |
| 33                              | Max Verstappen  | Red Bull    | 23-24       | 2    |
| \| Wykres \| \| ------ \| \| \| |                 |             |             |      |
| Źródło: FIA                     |                 |             |             |      |
| Wykres                          |                 |             |             |      |
|                                 |                 |             |             |      |

## Klasyfikacja po wyścigu

### Kierowcy
Źródło: FIA
| P                 | +/− | Kierowca           | Starty | Punkty | P1 | P2 | P3 | PP | NO | NS |
| ----------------- | --- | ------------------ | ------ | ------ | -- | -- | -- | -- | -- | -- |
| 1                 | N   | Valtteri Bottas    | 1      | 26     | 1  | –  | –  | –  | 1  | –  |
| 2                 | N   | Lewis Hamilton     | 1      | 18     | –  | 1  | –  | 1  | –  | –  |
| 3                 | N   | Max Verstappen     | 1      | 15     | –  | –  | 1  | –  | –  | –  |
| 4                 | N   | Sebastian Vettel   | 1      | 12     | –  | –  | –  | –  | –  | –  |
| 5                 | N   | Charles Leclerc    | 1      | 10     | –  | –  | –  | –  | –  | –  |
| 6                 | N   | Kevin Magnussen    | 1      | 8      | –  | –  | –  | –  | –  | –  |
| 7                 | N   | Nico Hülkenberg    | 1      | 6      | –  | –  | –  | –  | –  | –  |
| 8                 | N   | Kimi Räikkönen     | 1      | 4      | –  | –  | –  | –  | –  | –  |
| 9                 | N   | Lance Stroll       | 1      | 2      | –  | –  | –  | –  | –  | –  |
| 10                | N   | Daniił Kwiat       | 1      | 1      | –  | –  | –  | –  | –  | –  |
| 11                | N   | Pierre Gasly       | 1      | 0      | –  | –  | –  | –  | –  | –  |
| 12                | N   | Lando Norris       | 1      | 0      | –  | –  | –  | –  | –  | –  |
| 13                | N   | Sergio Pérez       | 1      | 0      | –  | –  | –  | –  | –  | –  |
| 14                | N   | Alexander Albon    | 1      | 0      | –  | –  | –  | –  | –  | –  |
| 15                | N   | Antonio Giovinazzi | 1      | 0      | –  | –  | –  | –  | –  | –  |
| 16                | N   | George Russell     | 1      | 0      | –  | –  | –  | –  | –  | –  |
| 17                | N   | Robert Kubica      | 1      | 0      | –  | –  | –  | –  | –  | –  |
| Niesklasyfikowani |     |                    |        |        |    |    |    |    |    |    |
| –                 |     | Romain Grosjean    | 1      | –      | –  | –  | –  | –  | –  | 1  |
| –                 |     | Daniel Ricciardo   | 1      | –      | –  | –  | –  | –  | –  | 1  |
| –                 |     | Carlos Sainz Jr.   | 1      | –      | –  | –  | –  | –  | –  | 1  |
| P                 | +/− | Kierowca           | Starty | Punkty | P1 | P2 | P3 | PP | NO | NS |

### Konstruktorzy
Źródło: FIA
| P  | +/− | Konstruktor               | Starty | Punkty | P1 | P2 | P3 | PP | NO | NS |
| -- | --- | ------------------------- | ------ | ------ | -- | -- | -- | -- | -- | -- |
| 1  | N   | Mercedes                  | 2      | 44     | 1  | 1  | –  | 1  | 1  | –  |
| 2  | N   | Ferrari                   | 2      | 22     | –  | –  | –  | –  | –  | –  |
| 3  | N   | Red Bull Racing-Honda     | 2      | 15     | –  | –  | 1  | –  | –  | –  |
| 4  | N   | Haas-Ferrari              | 2      | 8      | –  | –  | –  | –  | –  | 1  |
| 5  | N   | Renault                   | 2      | 6      | –  | –  | –  | –  | –  | 1  |
| 6  | N   | Alfa Romeo Racing-Ferrari | 2      | 4      | –  | –  | –  | –  | –  | –  |
| 7  | N   | Racing Point-BWT Mercedes | 2      | 2      | –  | –  | –  | –  | –  | –  |
| 8  | N   | Scuderia Toro Rosso-Honda | 2      | 1      | –  | –  | –  | –  | –  | –  |
| 9  | N   | McLaren-Renault           | 2      | 0      | –  | –  | –  | –  | –  | 1  |
| 10 | N   | Williams-Mercedes         | 2      | 0      | –  | –  | –  | –  | –  | –  |
| P  | +/− | Konstruktor               | Starty | Punkty | P1 | P2 | P3 | PP | NO | NS |